# Gonzo (azienda)
Gonzo (株式会社ゴンゾ?, Kabushiki-gaisha Gonzo) è uno studio di animazione giapponese fondato il 22 febbraio 2000 da Shōji Murahama, Mahiro Maeda e Shinji Higuchi.
Nell'aprile 2002 Gonzo e Digimation, fondata nel 1996 da Shin'ichirō Ishikawa, si sono fuse per formare la Gonzo Digimation, che nel giugno 2006 ha stipulato un accordo per la trasmissione dei suoi titoli sul network Animax in tutto il mondo. Gonzo Digimation Holding (GDH) arriva a contare 155 dipendenti nel 2018.
Nel corso di una ristrutturazione aziendale seguita alla crisi nelle vendite home video, GDH riassume nell'aprile 2009 il nome di Gonzo mentre pianifica una riduzione di personale che nell'arco di 5 anni dovrebbe ridurre lo staff creativo da 130 a 30 persone. Il 31 marzo dello stesso anno Shōji Murahama lascia lo studio per fondare una nuova compagnia.
Le loro produzioni più note sono Hellsing (serie del 2001), Full Metal Panic!, Welcome to the NHK e Afro Samurai.
Nel 2009 lo studio Gonzo conta 85 dipendenti.

## Produzioni
| Titolo                                                   | Tipo                  | Anno      |
| -------------------------------------------------------- | --------------------- | --------- |
| Blue Submarine No. 6                                     | OAV                   | 1998-2000 |
| Melty Lancer THE ANIMATION                               | OAV                   | 1999-2000 |
| Vandread                                                 | Serie TV              | 2000      |
| Gate Keepers                                             | Serie TV              | 2000      |
| Final Fantasy: Unlimited                                 | Serie TV              | 2001      |
| Hellsing                                                 | Serie TV              | 2001      |
| Vandread the Second Stage                                | Serie TV              | 2001      |
| Samurai Girl: Real Bout High School                      | Serie TV              | 2001      |
| i-wish you were here                                     | OAV                   | 2001      |
| Kiddy Grade                                              | Serie TV              | 2002      |
| Gravion                                                  | Serie TV              | 2002      |
| Lei, l'arma finale                                       | Serie TV              | 2002      |
| Gatekeepers 21                                           | Serie TV              | 2002      |
| Full Metal Panic!                                        | Serie TV              | 2002      |
| Sentou Yousei Yukikaze                                   | OAV                   | 2002-2005 |
| Chrono Crusade                                           | Serie TV              | 2003      |
| Peacemaker Kurogane                                      | Serie TV              | 2003      |
| Kaleido Star                                             | Serie TV              | 2003      |
| Last Exile                                               | Serie TV              | 2003      |
| Gad Guard                                                | Serie TV              | 2003      |
| Desert Punk                                              | Serie TV              | 2004      |
| Il conte di Montecristo                                  | Serie TV              | 2004      |
| Samurai 7                                                | Serie TV              | 2004      |
| Gantz                                                    | Serie TV              | 2004      |
| Burst Angel                                              | Serie TV              | 2004      |
| Gravion Zwei                                             | Serie TV              | 2004      |
| Kaleido Star Aratanaru Tsubasa Extra Stage               | OAV                   | 2004      |
| Black Cat                                                | Serie TV              | 2005      |
| SoltyRei                                                 | Serie TV              | 2005      |
| Densha Otoko (solo l'animazione di apertura)             | Serie TV (contributo) | 2005      |
| G.I. Joe: Sigma 6                                        | Serie TV              | 2005      |
| Transformers: Cybertron                                  | Serie TV              | 2005      |
| Basilisk                                                 | Serie TV              | 2005      |
| Trinity Blood                                            | Serie TV              | 2005      |
| Speed Grapher                                            | Serie TV              | 2005      |
| Red Garden                                               | Serie TV              | 2006      |
| Pumpkin Scissors                                         | Serie TV              | 2006      |
| Welcome to the NHK                                       | Serie TV              | 2006      |
| Garasu no Kantai                                         | Serie TV              | 2006      |
| Witchblade                                               | Serie TV              | 2006      |
| Origine - Spirits of the past (Gin-iro no Kami no Agito) | Film                  | 2006      |
| Romeo × Juliet                                           | Serie TV              | 2007      |
| Bokurano                                                 | Serie TV              | 2007      |
| Kaze no stigma                                           | Serie TV              | 2007      |
| Seto no Hanayome                                         | Serie TV              | 2007      |
| Dragonaut -The Resonance-                                | Serie TV              | 2007      |
| Strike Witches                                           | OAV                   | 2007      |
| Red Garden                                               | OAV                   | 2007      |
| Brave Story                                              | Film                  | 2007      |
| Tenshi Sairin                                            | OAV                   | 2007      |
| Un'estate con Coo (Kappa no Coo to Natsuyasumi)          | Film                  | 2007      |
| Afro Samurai                                             | Serie TV              | 2007      |
| Getsumento Heiki Mīna (in Densha Otoko)                  | Serie TV (contributo) | 2007      |
| Linebarrels of Iron                                      | Serie TV              | 2008      |
| Rosario + Vampire                                        | Serie TV              | 2008      |
| Special A                                                | Serie TV              | 2008      |
| Tower of Druaga: The Aegis of Uruk                       | Serie TV              | 2008      |
| Blassreiter                                              | Serie TV              | 2008      |
| Rosario + Vampire 2                                      | Serie TV              | 2008      |
| Shangri-La                                               | Serie TV              | 2009      |
| Saki                                                     | Serie TV              | 2009      |
| Afro Samurai: Resurrection                               | Film                  | 2009      |
| Nyanpire                                                 | Serie TV              | 2011      |
| Last Exile: Fam The Silver Wing                          | Serie TV              | 2011      |
| Ozma                                                     | Serie TV              | 2012      |
| Bayonetta: Bloody Fate                                   | Film                  | 2013      |
| Leviathan The Last Defense                               | Serie TV              | 2013      |
| Dog & Scissors                                           | Serie TV              | 2013      |
| A Town Where You Live                                    | Serie TV              | 2013      |
| Sore ga seiyū!                                           | Serie TV              | 2015      |
| Akiba's Trip The Animation                               | Serie TV              | 2017      |
| 18if                                                     | Serie TV              | 2017      |
| Kakuriyo no yadomeshi                                    | Serie TV              | 2018      |
| Hinomaru Zumou                                           | Serie TV              | 2018      |